# Gadget: Invention, Travel and Adventure
Gadget: Invention, Travel and Adventure est un jeu vidéo de type aventure, film interactif et visual novel développé et édité par Synergy Interactive, sorti en 1993 sur FM Towns.
Il est ensuite réédité par Cryo Interactive sous le titre Gadget: Past as Future sur Windows, Mac et PlayStation puis est porté sur iOS en 2011.